# لاتام و واتکینز
لاتام و واتکینز (به انگلیسی: Latham & Watkins LLP) یک شرکت حقوقی چندملیتی است که در سال ۱۹۳۴ در لس آنجلس توسط دانا لاتام و پائول واتکینز تأسیس شد. این شرکت بیش از ۲٬۰۰۰ وکیل در آمریکا، اروپا و خاورمیانه دارد. دفتر مرکزی این شرکت در لس آنجلس کالیفرنیا واقع است اما بزرگترین دفتر آن در واقع در شهر نیویورک است.
درآمد این شرکت در سال مالی ۲۰۱۲ معادل ۲٫۲۲۶ میلیارد دلار بود و یکی از پرسودترین شرکت‌های حقوقی است. لاتام و واتکینز در سال ۲۰۰۷ اولین شرکت حقوقی آمریکایی بود که درآمد سالانه‌اش به بیش از ۲ میلیارد دلار رسید.